# Drame de la Pâquerette

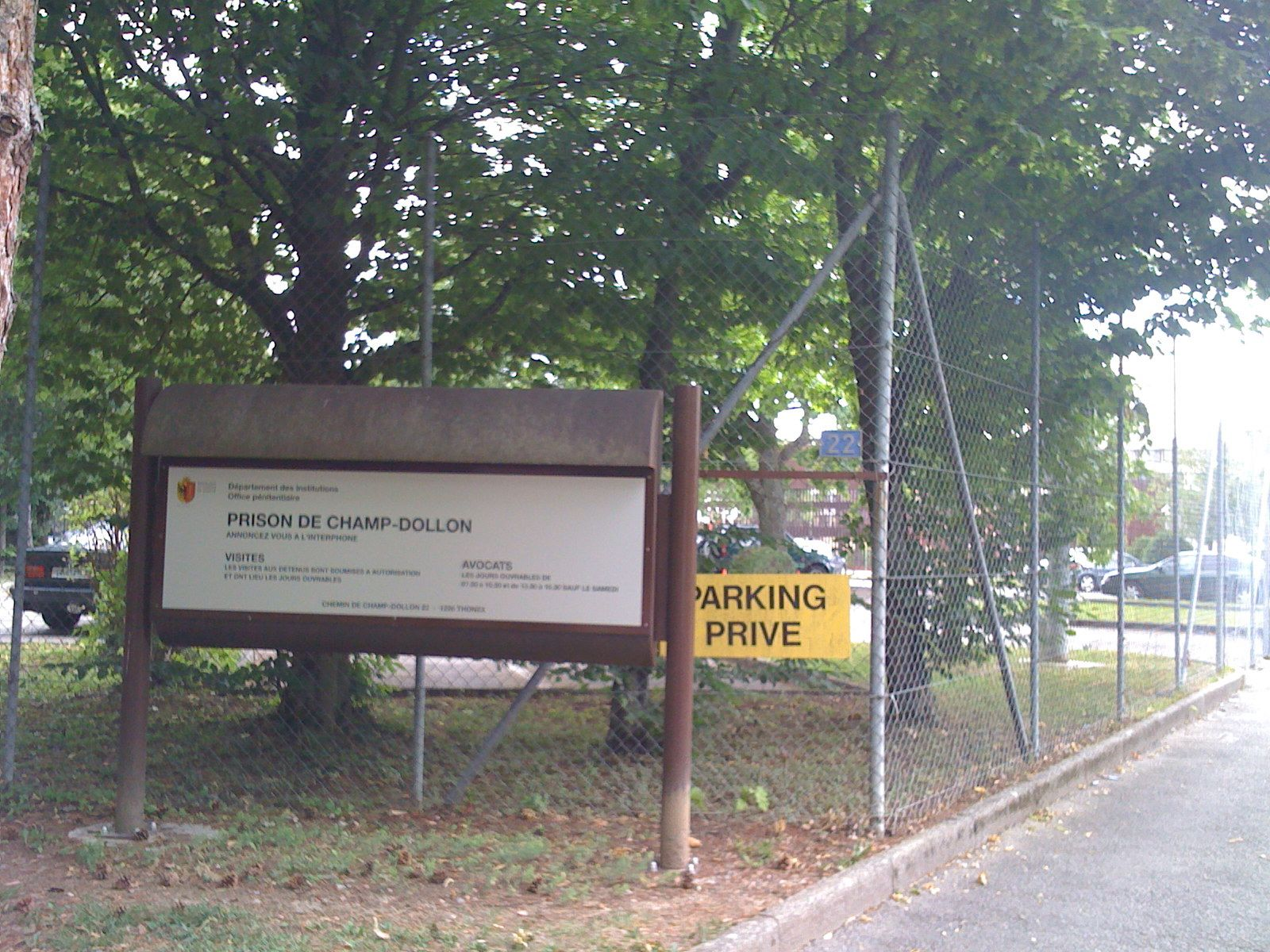
Prison de Champ-Dollon.

Le drame de la Pâquerette est une affaire criminelle consécutive au meurtre d'Adeline Morel, sociothérapeute genevoise, assassinée le jeudi 12 septembre 2013 à Bellevue par un violeur récidiviste. Celui-ci est détenu à Genève au centre de la Pâquerette, institution novatrice de réinsertion pour détenus dangereux. Adeline Morel y travaille. Elle est égorgée alors qu’elle conduit le détenu à Bellevue pour suivre une thérapie équestre,,,,. L'affaire provoque un vaste débat sur le traitement à réserver aux détenus dangereux, en Suisse, le centre de la Pâquerette étant une entité administrative des Hôpitaux universitaires de Genève (HUG) chargée de leur réinsertion progressive.

## Biographie de la victime
Pour les articles homonymes, voir Morel.
Adeline Morel avait obtenu les meilleurs résultats de sa commune pour les examens de maturité fédérale. Elle est diplômée en criminologie et en psychologie et, âgée de 34 ans, travaille comme thérapeute au centre de sociothérapie de la Pâquerette depuis 2007. En 2013, elle est sur le point de donner sa démission, déçue du fonctionnement de l'institution. Juan Poy, son compagnon, également employé à la Pâquerette, indique lors du premier procès qu'Adeline veut se tourner vers le soutien aux victimes et regrette de ne pouvoir faire de thérapie véritable auprès des détenus. Les thérapeutes ont notamment interdiction de parler des crimes passés avec les détenus.
Adeline est mère d'une petite fille de 8 mois au moment des faits et souhaite se marier avec son compagnon, également employé au centre de réinsertion de la Pâquerette. Ce centre de sociothérapie, qui dépend des Hôpitaux universitaires de Genève, est situé au 4e étage de la prison de Champ-Dollon. Le centre doit être transféré en novembre 2013 dans le nouvel établissement pénitentiaire Curabilis.
Selon sa mère, Adeline est une personne qui aime les gens et avait trouvé sa voie dans la sociothérapie. Elle est considérée comme compétente et expérimentée, ayant effectué plus de 200 sorties avec des prévenus.
Le matin du 12 septembre, elle est chargée d'accompagner seule le détenu Fabrice Anthamatten pour une sortie planifiée. Elle se rend avec lui dans une voiture de service, une Citroën Berlingo blanche et se gare au parking du Mont-Blanc, rue du Marché à Carouge, pour acheter un couteau à parer les sabots de chevaux. L'achat a été autorisé, mais Fabrice, à l'insu de la sociothérapeute, achète un couteau Victorinox en lieu et place de l'outil prévu,.

### Disparition le 12 septembre et découverte du corps le 13 septembre 2013

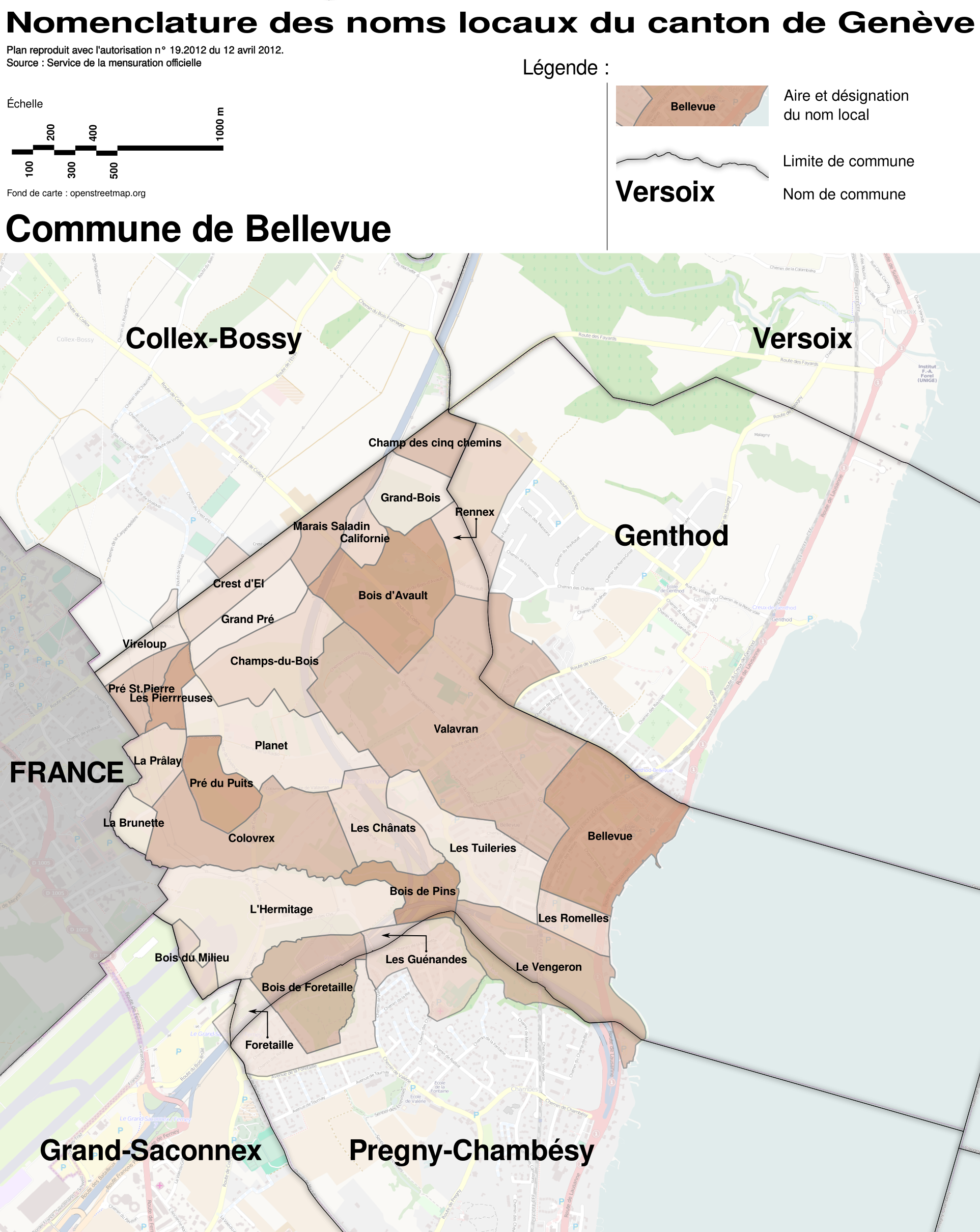
Carte de Bellevue : le corps d'Adeline est retrouvé dans le bois d'Avault.

Le jeudi 12 septembre, Adeline Morel, choisie par l'institution pour cette mission en raison de son expérience, accompagne le détenu pour une séance d'équithérapie. Elle est seule, en raison d'un arrêt du Tribunal administratif du 3 février 2010 ,. Un détenu fait recours en 2009 contre la décision du Procureur général Daniel Zapelli de faire accompagner les sociothérapeutes, pendant les sorties des détenus, par un surveillant armé. Il obtient gain de cause en février 2010.
Fabrice Anthamatten s'intéresse aux chevaux et la sortie du jeudi 12 septembre est autorisée par le Service d’application des peines (SAPEM) et par la direction de la Pâquerette. Une première sortie le 3 septembre avec une autre thérapeute, fait l'objet d'une évaluation positive. Ces sorties ont pour but de confronter graduellement les détenus au monde extérieur en vue de leur libération conditionnelle. Pour Fabrice Anthamatten, l'examen de sa sortie conditionnelle est prévu pour janvier 2015, alors qu'il est condamné à 20 ans de réclusion. Selon Panteleimon Giannakopoulos, chef du Département de santé mentale et de psychiatrie aux HUG, le détenu est alors autorisé à sortir sur la base d'un rapport de son psychiatre. Ce rapport est jugé peu objectif, car il ne provient pas d'une expertise indépendante et externe. Ainsi le détenu est autorisé à sortir sur la base de deux avis, émis par son psychiatre et la direction de la Pâquerette.
La disparition d'Adeline Morel est constatée le jeudi 12 septembre 2013, car elle ne rentre pas à l'heure prévue, et ne donne plus de nouvelles depuis la fin de la matinée. L'alerte est donnée par la police à 16 h, l'heure de la séance d'équithérapie était fixée à 11h et ni Adeline ni le détenu ne s'y rendent. Un mandat d'arrêt européen est lancé le jeudi soir.
Le corps d'Adeline est retrouvé le vendredi 13 septembre à 11 h 19 dans le bois d'Avault, sur le territoire de la commune de Bellevue,. Elle est attachée à un arbre et égorgée. Le portable d'Adeline est géolocalisé à Bâle.

### Funérailles
300 personnes se rendent aux funérailles d'Adeline Morel à l'église d'Avusy, dont une centaine de ses collègues des Hôpitaux universitaires de Genève. Ces derniers ont également organisé un recueillement à l'Hôpital des Trois-Chênes. Le directeur de la prison de Champ-Dollon est présent.
Les conseillers d'État Charles Beer, Pierre-François Unger et Pierre Maudet sont présents aux funérailles, mais la famille leur demande de ne pas faire de discours.

## Enquête
La police genevoise est informée de la disparition le 12 septembre 2013 à 14 h 59. Le Conseil d'État tient une conférence de presse. David Hiler, vice-président du Conseil d'État genevois, annonce officiellement la découverte du corps le 13 septembre. Bernard Ziegler est chargé d'une enquête administrative et Pierre Maudet annonce également le gel de toutes les sorties pour les détenus du canton de Genève.

### Accusé
Fabrice Michel Claude Anthamatten est né le 22 juillet 1974 à Paris et est de nationalité franco-suisse. Ses parents sont aisés, mais son père est alcoolique et a parfois des comportements intrusifs. Il demande à son fils de lui prêter sa petite amie de 14 ans en échange d'un scooter, et le pousse au vol des bijoux de son ex-femme, également la mère de Fabrice, après leur divorce. Il n'obtient pas son diplôme de fin d'études, effectue son service militaire en tant que policier auxiliaire. Il se forme à l'école de police de Sens (Yonne) puis intègre un commissariat dans l'Essonne. Il est ensuite exempté à la suite d'une expertise psychiatrique. Par la suite, son parcours professionnel est instable.

#### Première condamnation à5 annéesde prison en 2001
Sa première victime est une jeune femme alsacienne de 32 ans, Danièle, qui fait halte au cours de son voyage vers le sud de la France.
Il la rencontre le 10 août 1999 à Genève au bord du lac et l'emmène faire un tour en bateau. Elle rêve de devenir hôtesse de l'air et il assure pouvoir l'aider, affirmant que sa mère en était une. En confiance, elle lui confie qu'elle a été violée à 16 ans. À la fin de la journée, il l'emmène à Ferney-Voltaire en passant la frontière. Dans les environs d'un vignoble, il sort un couteau et lui passe des menottes pour la violer, alors qu'elle proteste.

Le juge Vincent Fournier est procureur lors du premier jugement de Fabrice Anthamatten à Genève en octobre 2000, pour cette affaire de viol. Le violeur est alors condamné à dix-huit mois de prison avec sursis par la Cour correctionnelle avec jury de Genève. La cour invalide la version du prévenu qui affirme avoir pensé que la victime consentait à un scénario sado-masochiste de viol. De nombreux médias pointent le fait que la définition juridique du viol en Suisse est "la plus légère d'Europe",,. Selon Lucie Monnat du quotidien vaudois 24 heures dans un article daté du 10 octobre 2016, 
"En Suisse, la loi considère que le viol ne peut être pratiqué que sur une femme, et ne reconnaît que la pénétration vaginale par un pénis, et rien d’autre. Inscrit sous l’article 190 du Code pénal (CP), il est sanctionné d’une peine privative de liberté de 1 à 10 ans, et de 3 ans au moins «si l’auteur a agi avec cruauté».
Le procureur se pourvoit en cassation afin de faire reconnaitre le viol avec cruauté, et le prévenu est condamné en 2001 à cinq années de prison ferme. Anthamatten récidive et prend la fuite. Lors du deuxième procès il n'est pas présent.

#### Deuxième condamnation à15 annéesde prison en 2003
Avant même que la procédure pénale pour le premier viol soit terminée, il récidive le 21 août 2001. Il viole à nouveau une jeune femme de 21 ans dans les bois de Ferney-Voltaire. C'est une personne qu'il connaît depuis longtemps, une ancienne collègue d'un Pizza Hut prénommée Rachel. Il lui passe des menottes et la menace d'un couteau. Avant de la libérer, il lui vole également la somme de 2 500 francs suisses, pour financer un voyage à Dublin. Elle témoigne par la suite dans les médias, en accordant un entretien à la Tribune de Genève en septembre 2016, du fait que dans son agression sont présents les trois éléments du scénario à répétition dans les crimes connus du violeur récidiviste : couteau et fantasme d'égorgement, enlèvement en voiture, et viol en milieu forestier proche notamment de Ferney-Voltaire. Le bois d'Avault, où le corps d'Adeline Morel est retrouvé, est lui aussi proche de la frontière de la Suisse avec Ferney-Voltaire.
En Irlande, il rencontre une jeune Polonaise de 18 ans, avec laquelle il entame une relation amoureuse qui se termine abruptement en juin 2001. La jeune femme l'accuse en effet de lui avoir fait subir une relation sexuelle non consentie, et elle se défie de lui au point de se faire passer pour morte afin qu'il ne la retrouve pas. Il revient en France pour s'engager dans la Légion étrangère.
Il est appréhendé en octobre 2001 à la suite de sa première condamnation, est jugé devant la cour d' assises de l'Ain qui, dans son arrêt du 20 octobre 2003, le condamne à 15 années de prison ferme assorties d'une injonction de soins psychiatriques. Il affirme lors de son procès que, à la suite du premier viol, il a des fantasmes de viol et qu'il n'avait pas emporté de préservatifs, contrairement à la première fois. Il affirme que c'est chaque fois "un bon trip"[réf. nécessaire].

Selon Maître Pascal Braud qui défend la victime lors du procès de 2003 aux assises de l'Ain :

« L’expertise psychiatrique française de 2002 relevait une perversion sexuelle caractéristique, à la composante sadique particulièrement marquée. La justice française attendait la mise en œuvre d’une psychanalyse, pas d’une simple psychothérapie. »

### Transfert à Champ-Dollon au centre de réinsertion de la Pâquerette
Fabrice Anthamatten est condamné en tout à 20 ans pour viol en récidive et brigandage. Il purge le début de sa peine en France, mais en 2008 sa demande de transfert pour la Suisse est acceptée. Il est transféré à Champ-Dollon, puis aux établissements de la plaine de l'Orbe dans le canton de Vaud. 

#### La Pâquerette
La Pâquerette, le centre de réinsertion des détenus dangereux, est dirigé par Véronique Merlini, une historienne, qui y est employée depuis 1988.
Située au 4e étage de la prison, elle est une entité administrative des Hôpitaux universitaires de Genève. Les sociothérapeutes ne peuvent pas interroger les détenus sur leurs crimes passés, à moins que ceux-ci n'en fassent la demande expresse. 
L'institution est considérée comme un modèle d'insertion, sa directrice soulignant en 2011 lors d'un entretien avec le journal Le Temps à l'occasion des 25 ans de l'institution : 

« Le modèle social développé à La Pâquerette a démontré ses bienfaits sur la santé des détenus. Il n’y a jamais eu de suicide en vingt‑cinq ans. Treize personnes ont été renvoyées pour des débuts de bagarre, mais il n’y a jamais eu d’actes de violence envers le personnel. »

En Suisse romande, ce modèle social est réputé plus proche des détenus et moins sévère à leur encontre que le modèle pénal en vigueur dans les cantons alémaniques, où ce sont des juges qui décident de l'application des peines. La tendance globale serait toutefois à l'augmentation des injonctions de soins et l'allongement des prises en charge.

#### Préparation de la fuite
Avant de partir, le prévenu semble s'être habillé de vêtements trop chauds pour la saison. Il dit alors à Adeline, tout en fixant son compagnon « Tu as pris les sous, chérie ? ».

### Arrestation le15 septembre 2013
Le meurtrier est interpellé le 15 septembre 2013 vers 15 h 45 à Kołbaskowo, commune polonaise située à la frontière entre la Pologne et l'Allemagne. Il roule, lors de son arrestation, dans un véhicule Berlingo blanc de la marque Citroën. L'arme du crime est retrouvée dans sa voiture.
Une demande d'extradition est immédiatement lancée.

#### Extradition vers la Suisse
Le meurtrier est extradé vers la Suisse deux mois après son arrestation.

### Enquête administrative

#### Enquête mandatée par le Conseil d'État à Bernard Ziegler
Un premier rapport de Bernard Ziegler, chargé d'une enquête administrative par le Conseil d'État, est rendu public le 9 octobre 2013. Il incrimine la responsabilité de la directrice d'application des peines et l'établissement de la Pâquerette. Charles Beer, président du gouvernent cantonal, indique que l'État n'a pas rempli son rôle dans la protection de ses employées et présente officiellement ses excuses.
Le rapport final du 6 février 2014 prend position entre autres en faveur de l'assouplissement du secret médical pour les détenus dangereux.

#### Enquête mandatée par les Hôpitaux universitaires de Genève à Benoît Chapuis
Le professeur Benoît Chappuis rend un rapport en mai 2014, à la suite de l'enquête mandatée par les Hôpitaux universitaires de Genève, qui blanchit le fonctionnement de l'institution de la Pâquerette, mais reconnait des erreurs de jugement, dont la permission accordée au détenu d'acheter un cure-pied pour les sabots des chevaux. La directrice de la Pâquerette reçoit un blâme et est mutée.

#### Enquête parlementaire
Une Commission d'enquête parlementaire (CEP) chargée d'étudier et produire un rapport est lancée en mars 2015 par le Grand Conseil genevois.
Pierre Conne, député au grand conseil du PLR, est le rapporteur chargé de la rédaction jusqu'en septembre 2017. Il remet un rapport qui n'est pas accepté par ses collègues durant l'été 2016, et il est remplacé par Roger Deneys du Parti Socialiste suisse) et Thomas Bläsi de l'Union Démocratique du Centre. La commission est présidée  par Jean Sanchez du MCG, puis par Jean-Marie Voumard (MCG).
La remise du rapport prend du retard, car les archives de l'institution de la Pâquerette ne deviennent accessible qu'en mai 2016.

### Premier jugement du drame de la Pâquerette du 3 octobre 2016
Le premier procès débute le 3 octobre 2016 au Tribunal criminel de Genève.
Maître Yann Arnold est l'avocat de la défense, et Maître Simon Ntah est l'avocat de la famille d'Adeline Morel.
Olivier Jornot est le procureur général. Il fonde en partie son réquisitoire sur deux expertises psychiatriques, l'une suisse et l'autre française. Les expertises s'accordent sur un risque de récidive élevé, mais déconseille l'internement à vie. Cette mesure est inscrite dans la loi depuis 2008, après qu'une une initiative populaire ait été adoptée, mais il faut deux expertises psychiatriques concluant à l'incurabilité d'un prévenu pour qu'un internement à vie soit prononcé par un tribunal. Dans le canton de Vaud, qui jouxte celui de Genève, la justice vaudoise au moment où le procès débute vient de condamner l'assassin de Marie, Claude Dubois, à l'internement à vie.
Au bout de trois jours de procès, les juges suspendent les audiences et demandent une troisième expertise psychiatrique. La Cour de Justice estime que les juges manifestent un biais en défaveur de l'accusé et annulent le procès, qui doit redémarrer de zéro à une date ultérieure.

### Deuxième jugement du 15 mai 2017
Le deuxième procès débute le 15 mai 2017. Fabrice Roth est le président du Tribunal criminel et Olivier Jornot est encore une fois procureur général. Maître Simon Nath représente la famille d'Adeline Morel. Quatre experts suisses et français délivrent une expertise psychiatrique: Alexandra Rageth et Eric Luke pour la Suisse, et Pierre Lamothe et Daniel Zagury du côté français. Les deux rapports déconseillent à nouveau l'internement à vie.

Olivier Jornot requiert l'internement à vie dans son réquisitoire du jeudi 16 mai, arguant du fait que 
Le Code pénal prévoit justement une levée de l’internement à vie si de nouvelles connaissances scientifiques permettent d’aboutir à un traitement efficace pour le détenu
Ainsi, pour les médecins et Philip Jaffé, psycho-criminologue, il n'est pas question de reporter la décision et la responsabilité de l'internement à vie sur le corps médical, tandis que la justice, elle, se préoccupe de l'indignation des médias et de l'opinion publique qui soulignent le fait qu'un violeur récidiviste a profité des failles du système judiciaires et hospitalier par le biais du transfert entre pays et institutions.
Le 24 mai 2017, il est condamné à la prison à vie pour meurtre, enlèvement, contrainte sexuelle et vol.

## Débats suscités par l'affaire

### Débat suscités sur l'internement à vie des détenu(e)s
L'affaire a suscité des débats agités sur la question de la nécessité de l'internement à vie des tueurs récidivistes jugés incurables.
Yaël Hayat, l'avocate genevoise de Claude D., indique notamment que :
« Il n'est pas conforme à la Convention européenne des Droits de l'Homme, qui impose un réexamen régulier du maintien de la peine. »
 Panteleimon Giannakopoulos, le directeur médical de l'établissement Curabilis (hôpital prison dans lequel l'unité de la Pâquerette devait être transférée), affirme également : 
« Cela suppose que le spécialiste doit adopter une position divinatoire. Or, à très long terme, on ne peut pas affirmer que le détenu n’évoluera pas. »
Ainsi, pour les médecins et Philip Jaffé, psycho-criminologue, il n'est pas question de reporter la décision et la responsabilité de l'internement à vie sur le corps médical, tandis que la justice, elle, se préoccupe de l'indignation des médias et de l'opinion publique qui soulignent le fait qu'un violeur récidiviste a profité des failles du système judiciaire et hospitalier par le biais du transfert entre pays et institutions.
Les affaires du sadique de Romont et de l'assassinat de Marie par Claude D. sont souvent mis en exergue dans ces débats, leur internement à vie ayant été prononcé et confirmé en appel.
Le Département de la sécurité décide de vider les locaux de la Pâquerette le 15 janvier 2014, marquant la fin du projet de transfert de l'unité de sociothérapie dans le nouvel établissement Curabilis.

### Débat sur la protection des sociothérapeutes
Au cours des trois enquêtes administratives menées par Bernard Ziegler, Benoît Chappuis et Jean-Pierre Lador, les directrices de la Section de l'application des peines et mesures (SAPEM) et de la Pâquerette sont mises en cause pour n'avoir pas évalué correctement la dangerosité du prévenu d'une part, et pour n'avoir pas assuré une organisation optimale du service en vue d'assurer la protection des employés,.
La directrice de la Pâquerette déclare en 2011 que« Aucune sortie ne se fait chez nous sans l’aval des autorités d’exécution des peines et, si nécessaire, l’aval d’une commission de dangerosité. Elles sont à chaque fois discutées dans un groupe, soigneusement examinées, communiquées à la police. ».
La directrice de la SAPEM est sanctionnée par le Conseil d'État pour avoir autorisé la sortie du prévenu et mal évalué la dangerosité du prévenu. Elle est rétrogradée au rang de simple fonctionnaire pendant deux ans. Le 3 septembre 2016, elle gagne cependant son recours contre le Conseil d'État à la suite de l'arrêt rendu par la Chambre administrative,.

### Polémiques autour de l'établissement pénitentiaire Curabilis, la nouvelle prison-hôpital
Ces questions suscitent des débats sur la place imputée aux médecins, aux politiques et aux juges dans l'administration du système carcéral, notamment autour de l'établissement fermé Curabilis,.